# Crocidura wuchihensis
Crocidura wuchihensis е вид бозайник от семейство Земеровкови (Soricidae).

## Разпространение
Видът е разпространен във Виетнам и Китай.